# Weiherhammer
Weiherhammer település Németországban, azon belül Bajorországban. Lakosainak száma 3869 fő (2023. december 31.).

## Népesség
A település népessége az elmúlt években az alábbi módon változott:
| Lakosok száma | 824  | 1077 | 3362 | 3655 | 3866 | 3832 | 3813 | 3793 | 3824 | 3869 |
|               | 1875 | 1950 | 1975 | 1987 | 2012 | 2014 | 2016 | 2017 | 2021 | 2023 |